# Room Service Tour
Room Service Tour 2001 — гастрольный тур шведского поп-рок дуэта Roxette в поддержку их студийного альбома «Room Service» (2001), проходивший в Европе осенью 2001 года.
29 мая 2001 года на TDR появилось первое сообщение о готовящемся туре по Европе. Изначально планировалось организовать концерты и в других странах, например в ЮАР, однако после трагедии 11 сентября в Нью-Йорке, музыканты решили не вылетать за пределы Европы и после каждого концерта на самолете возвращались домой в Швецию.
За несколько дней до концерта на стадионе в Мадриде случился пожар. Пришлось немедленно переносить шоу на другую площадку.
Директором представления, спецэффектов, светового оформления, видеодекораций и режиссёром шоу стал известный шведский режиссёр и клип-мейкер Йонас Окерлунд.
Обложка альбома, декорации для видеоклипов на основные синглы, одежда музыкантов для промофотографий — всё было выполнено в ярких красках с преимущественным присутствием красного и чёрного цветов. В этой же цветовой гамме были выполнены и плакаты-афиши для концертов, все по одинаковому макету. Только в Санкт-Петербурге расклеивались постеры бело-голубой расцветки. Потом организаторы концертов, правда, одумались и были напечатаны «нормальные» красно-чёрные афиши.
Официальный DVD с записью концерта не выходил. Среди поклонников группы имеется видеозапись промоконцерта в клубе в Барселоне, а также видео концерта в Стокгольме, записанное шведским ТВ. На московском концерте шоу снимали любительской камерой с последних рядов и качество изображения и звука оставляют желать лучшего.
На сингле «Opportunity nox» (2003) записана песня «Fading like a flower», исполненная во время этого тура на брюссельском концерте. На сегодняшний день это единственная песня, исполненная вживую на этом туре, которую можно услышать в CD качестве. После выхода сингла Пер Гессле рассказал в интервью о том, что на всех концертах тура была записана звуковая дорожка (отличающаяся по качеству среди разных концертов), а также о том, что на некоторых концертах записывали видео, но когда будет выпущен (и будет ли выпущен вообще) DVD с записью живого концерта, музыкант не уточнил. Так, например, на концерте в Санкт-Петербурге на видео записывались первые три песни шоу, позже отрывки записи были показаны по местному телеканалу «Петербург — Пятый канал».

## Музыканты
- Мари Фредрикссон — вокал
- Пер Гессле — вокал, гитара
- Кларенс Эверман — клавишные
- Кристофер Лундквист — бас-гитара, вокал
- Йонас Исакссон — гитара
- Матс МП Перссон — перкуссия, вокал
- Пеле Альсинг — ударные

## Даты концертов, список городов и места проведения концертов

### Сентябрь
- 25 — Штутгарт, Германия — Schleyerhalle
- 26 — Фрайбург, Германия — Messehalle
- 28 — Мюнхен, Германия — Olympiahalle
- 29 — Ганновер, Германия — Preussag Arena
- 30 — Мангейм, Германия — Maimarkthalle

### Октябрь
- 2 — Оберхаузен, Германия — Arena
- 3 — Шверин, Германия — Sport & Kongresshalle
- 5 — Киль, Германия — Ostseehalle
- 6 — Лейпциг, Германия — Messehalle 7
- 7 — Берлин, Германия — Arena
- 22 — Брюссель, Бельгия — Forrest National
- 24 — Барселона, Испания — Palau San Jordi
- 25 — Мадрид, Испания — Palacia de los Deportes
- 28 — Дортмунд, Германия — Westfahlenhallen
- 30 — Франкфурт, Германия — Festhalle
- 31 — Цюрих, Швейцария — Hallenstadion

### Ноябрь
- 1 — Инсбрук, Австрия — Olympiahalle
- 2 — Вена, Австрия — Stadthalle
- 7 — Москва, Россия — Олимпийский
- 9 — Санкт-Петербург, Россия — Новый Ледовый Дворец
- 10 — Таллин, Эстония — Saku Suurhall
- 12 — Хельсинки, Финляндия — Хартвалл Арена
- 14 — Карлстад, Швеция — Löfbergs Lila Arena
- 16 — Стокгольм, Швеция — Глобен-Арена
- 17 — Гётеборг, Швеция — Scandinavium

## Список песен
(приводится по концерту в Москве, 7 ноября 2001 года)
1. Intro (1:59)
2. Crush on you (3:35)
3. Dressed for success (4:14)
4. Listen to your heart (5:18)
5. Waiting for the rain (3:37)
6. Real sugar (3:19)
7. It Must Have Been Love
8. The centre of the heart (3:23)
9. Stars (3:56)
10. You don’t understand me (4:29)
11. Fading like a flower (everytime you leave) (3:51)
12. Spending my time (4:38)
13. Dangerous (3:49)
14. Sleeping in my car
15. Milk and Toast and Honey
16. Wish I could fly
  - представление музыкантов
17. The Big L.
18. Joyride
19. Little girl
20. Crash! Boom! Bang!
21. Anyone
22. Hotblooded
23. The Look
24. Queen of rain
25. Church of the heart